# María Jesús San José
María Jesús Carmen San José López (Sestao, Vizcaya, 1966) es una jurista y política española miembro del Partido Socialista de Euskadi-Euskadiko Ezkerra (PSE-EE).
En la actualidad es consejera de Justicia y Derechos Humanos del Gobierno Vasco desde el 2024. Anteriormente desempeñó el cargo de consejera de Trabajo y Justicia del Gobierno Vasco (2016-2020).

## Biografía
María San Jesús San José nació en 1966 en el municipio vizcaíno de Sestao. Es licenciada en Derecho por la Universidad de Deusto.
Comenzó a trabajar como asesora jurídica (interina) del Gobierno Vasco en 1994 en el Departamento de Comercio, Consumo y Turismo. En 1996 pasó al Departamento de Interior y en 1997 al de Justicia, Empleo y Seguridad Social.

## Trayectoria política
En 2010, durante el Gobierno de Patxi López, fue nombrada directora de la Secretaría de Gobierno y Relaciones con el Parlamento Vasco, dependiente del Departamento de Justicia y Administración Pública que dirigía Idoia Mendia. Dicho puesto lo ocupó hasta el cambio de gobierno en 2012. En 2013 volvió a la asesoría jurídica, esta vez en el Departamento de Hacienda y Finanzas.
En 2015 fue nombrada directora de Función Pública en la Diputación Foral de Álava. Al año siguiente volvió al Gobierno Vasco, pero esta vez como consejera del Departamento de Trabajo y Justicia.
En las elecciones autonómicas de 2020 fue elegida diputada por Álava. En la cámara vasca fue presidenta de la Comisión de Planificación Territorial, Vivienda y Transportes. En las elecciones de 2024 volvió a ser elegida, pero dejó el escaño para volver al Gobierno Vasco como consejera de Justicia y Derechos Humanos.